# Rudolf Diesel

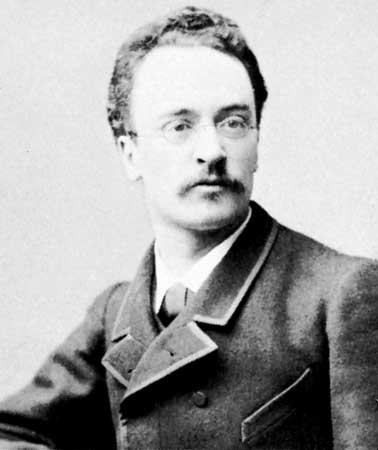
Rudolf Diesel (1883)

Rudolf Christian Karl Diesel anhörenⓘ(* 18. März 1858 in Paris; † 29. September 1913, lebend zuletzt an Bord des Fährschiffs Dresden auf dem Ärmelkanal bei der Überfahrt nach England gesehen) war ein deutscher Ingenieur und der Erfinder des Dieselmotors.

## Leben

### Kindheit in Paris

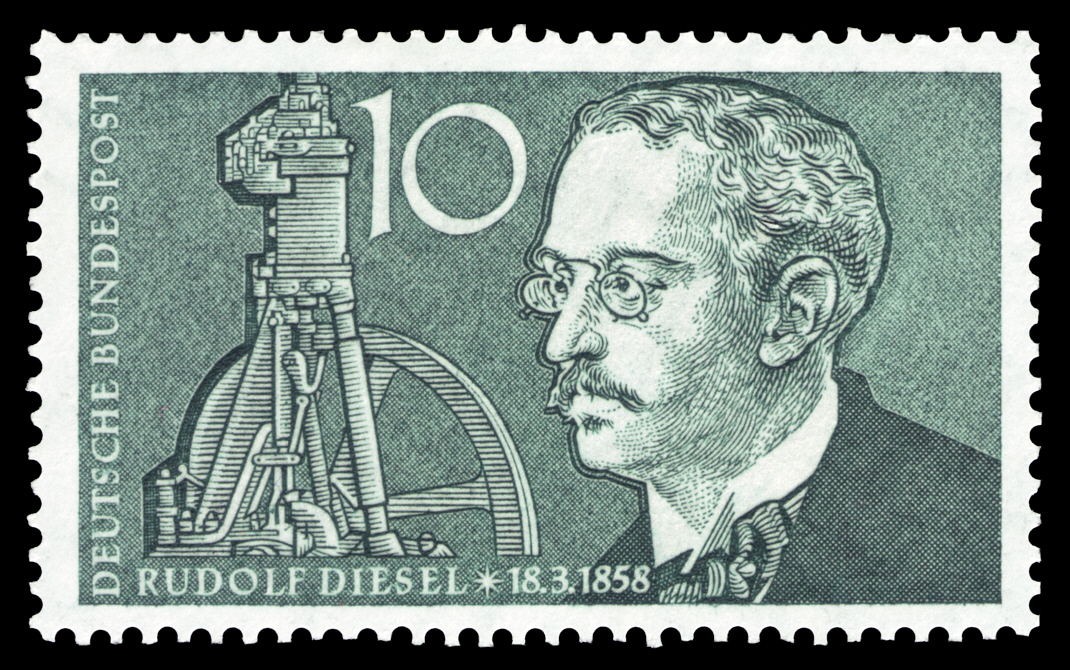
Briefmarke der Deutschen Bundespost (1958) zum 100. Geburtstag Rudolf Diesels

Rudolf Diesel war das zweite Kind des gelernten Buchbinders und späteren Lederwaren-Herstellers Theodor Diesel, der 1848 seine Geburtsstadt Augsburg verlassen hatte und nach Paris gezogen war, weil er dort seine spätere Ehefrau Elise Strobel kennengelernt hatte. Diese war die Tochter eines Nürnberger Gürtlermeisters und Galanteriewarenhändlers, die sich nach der Auflösung des väterlichen Geschäftes in Paris als Hausdame und Gesellschafterin durchgeschlagen hatte.

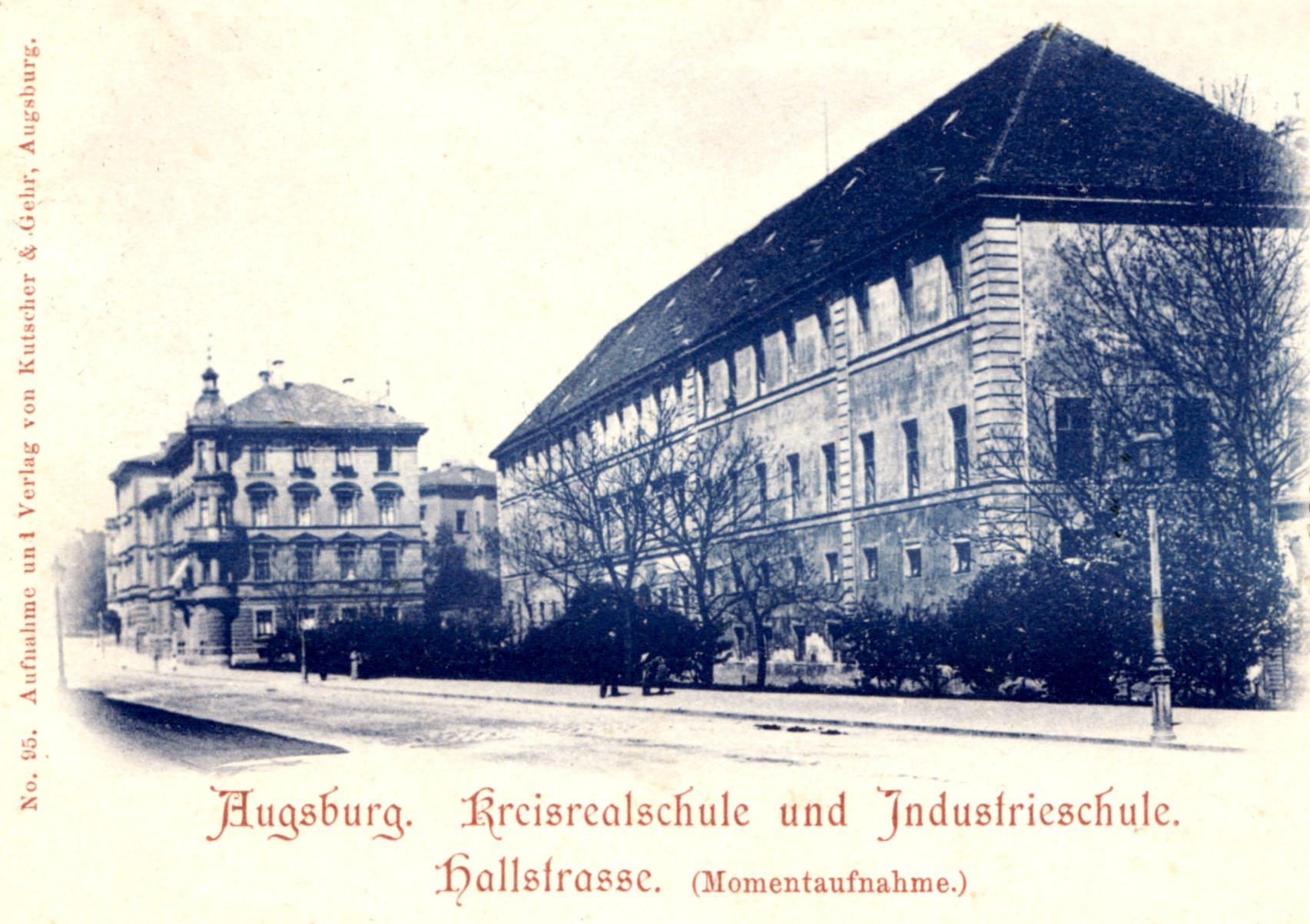
Kreisreal- und Industrieschule Augsburg, um 1895

Seine Kindheit und Jugend verbrachte Diesel bis 1870 in Paris und Umgebung. Im Alter von 12 Jahren wurde er 1870 für hervorragende Leistungen von der Société pour l'instruction élémentaire mit einer Bronzemedaille ausgezeichnet.
Nach dem Ausbruch des Deutsch-Französischen Krieges wurde am 28. August 1870 die Ausweisung aller Nichtfranzosen aus Frankreich angeordnet. Daher verließ die Familie Diesel Paris am 4. oder 5. September in Richtung London.

### Ausbildung in Augsburg
Am 1. November 1870 reiste Rudolf allein von London nach Augsburg, dem Geburtsort seines Vaters. Sein Onkel Christoph Barnickel war Professor an der Augsburger Königlichen Kreis-Gewerbsschule. Barnickel und seine Frau Betty nahmen ihn für fünf Jahre als Pflegekind auf.
Rudolf Diesel ging als Schüler in die Gewerbeschule seines Onkels. 1872 entschied er sich, „Mechaniker“ (Ingenieur) zu werden. 1873 schloss er die Gewerbeschule als Bester ab. Danach besuchte er im selben Gebäude die erst kürzlich eröffnete Industrieschule, einen Vorläufer der Hochschule Augsburg. Im Sommer 1875 beendete er auch diese Ausbildung als Primus.

### Studium in München
Rudolf Diesel begann noch 1875 sein Studium an der Polytechnischen Schule in München, die ab 1877 Königlich Bayerische Technische Hochschule München genannt wurde (heute Technische Universität München). Damals wurde er Mitglied des „Skizzenvereins der mechanisch-technischen Abteilung des Königlichen Polytechnikums zu München“, der sich später in die Studentenverbindung AMIV (Akademischer Maschinen-Ingenieur-Verein) umwandelte und Diesel eine Ehrenmitgliedschaft verlieh. 1877 verkauften die Eltern ihr Geschäft in Paris und übersiedelten nach München. Rudolf Diesel zog zu ihnen. 1878 hörte er Vorlesungen bei Carl Linde.
Wegen einer Typhuserkrankung konnte Diesel sein Studium im Jahr 1879 noch nicht abschließen. Im Oktober sammelte er Erfahrungen in der Maschinenfabrik der Gebrüder Sulzer in Winterthur bei der Herstellung von Carl Lindes Eismaschinen. Im Januar 1880 holte er das Abschlussexamen an der Technischen Hochschule München mit der besten Leistung seit Bestehen der Anstalt nach.

### Arbeit in der Eisfabrik in Paris
Im März 1880 reiste Diesel zur Gründung der Linde'schen Eisfabrik nach Paris und trat als Volontär in das Unternehmen ein. Schon im nächsten Jahr wurde er Direktor der Eisfabrik. Im September wurde sein erstes Patent angemeldet, betreffend ein Verfahren zur Herstellung von Klareis in Flaschen. 1883 baute Diesel eine Klareisanlage für die Pariser Eisfabrik.

### Familiengründung
Im Mai 1883 verlobte sich Rudolf Diesel mit Martha Flasche, der Tochter eines Notars aus Remscheid, die er im Jahr davor in Paris kennengelernt hatte. Im November fand die Hochzeit in München statt. 1884 wurde der erste Sohn Rudolf geboren, 1885 die Tochter Hedwig, 1889 der zweite Sohn Eugen.
Nachdem Carl Linde ihm eine Anstellung in Berlin angeboten hatte, kehrte Diesel im Februar 1890 nach Deutschland zurück. Er wurde in den Vorstand der neu gegründeten Aktiengesellschaft für Markt- und Kühlhallen gewählt.

### Entwicklung des Dieselmotors

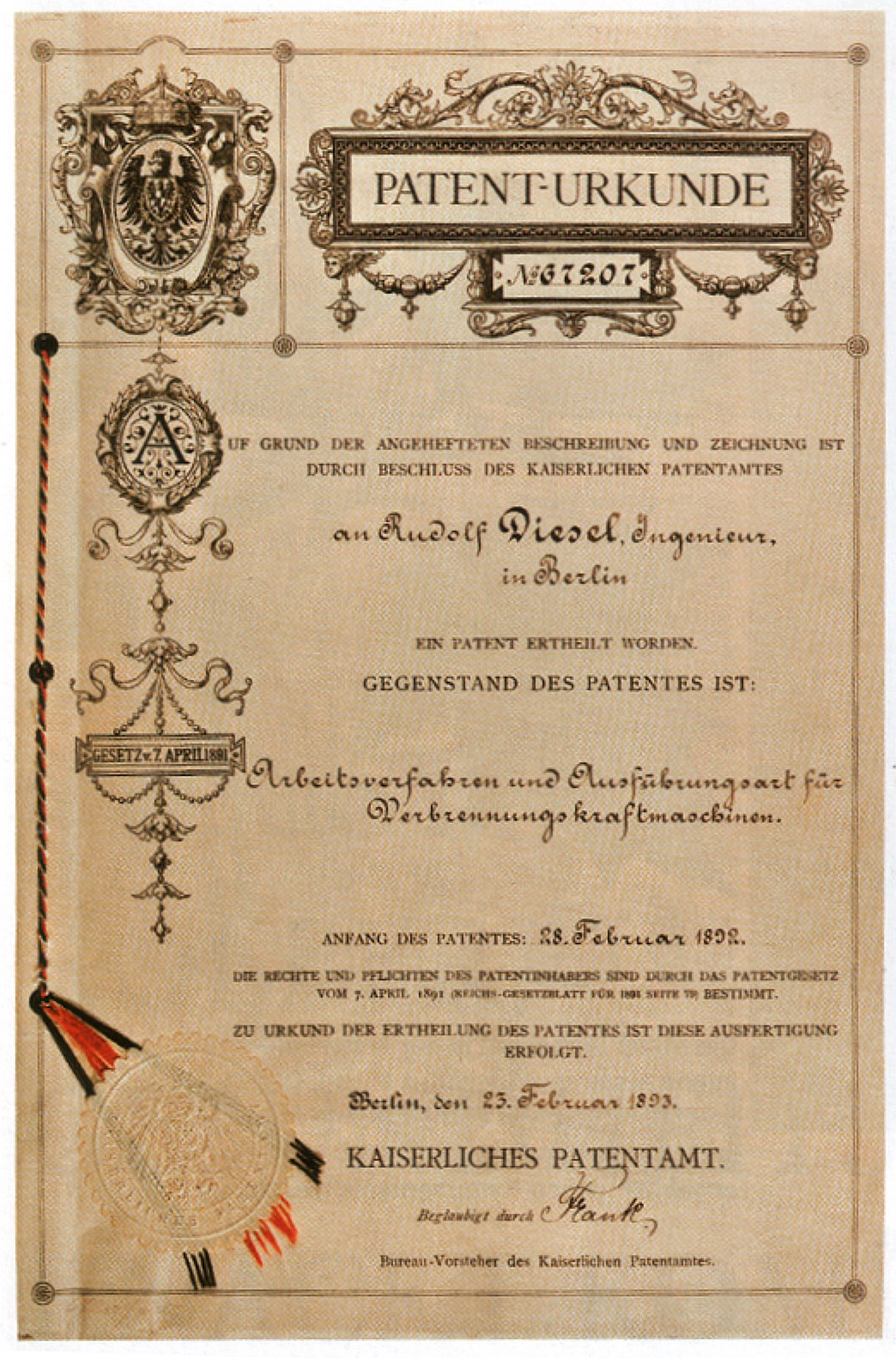
Urkunde vom 23. Februar 1893 für Diesels Patent DRP 67 207

Am 27. Februar 1892 meldete Diesel beim Kaiserlichen Patentamt zu Berlin ein Patent auf eine Neue rationelle Wärmekraftmaschine an, das er am 23. Februar 1893 unter der Nr. DRP 67 207 mit dem Betreff „Arbeitsverfahren und Ausführungsart für Verbrennungskraftmaschinen“ erhielt.
Dieses erste Patent beschreibt aber nicht das heutige Dieselprinzip, sondern Diesels Ausgangsidee. Diese bestand in einer „idealen Wärmekraftmaschine“ nach der Theorie des idealen Kreisprozesses von Sadi Carnot. Vor dem Hintergrund des damals herrschenden Standes der Technik wurde die Machbarkeit aus praktischer Sicht angezweifelt. Insbesondere die von Diesel zuerst berechneten hohen Drücke galten als nicht beherrschbar. Das gerade noch für möglich Gehaltene auszureizen und einflussreiche Förderer überzeugen zu können, wurde später als „Triumph der Theorie“ gesehen.
Für eine Modifikation dieses ursprünglichen Carnot-Prozesses mit dem Gleichdruck-Prozess ließ Diesel sich ein zweites Patent erteilen (29. November 1893, DRP 82 168). Die Grundregel war bereits durch Herbert Akroyd Stuart von England 1890 patentiert worden; seine Arbeitsmaschine wurde im Juli 1892 von Richard Hornsby & Sons in Grantham errichtet.

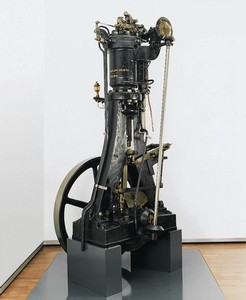
Zweiter Prototyp des Dieselmotors, mit dem am 17. Februar 1894 der erste Leerlauf erzielt wurde.

Diesel benutzte für seine ersten Experimente Petroleum, was aber nicht funktionierte. Er wich daher zunächst auf Benzin aus, um überhaupt Zündungen zu erreichen. Der Brennstoff wurde über einen umgebauten Vergaser zerstäubt und zusammen mit Luft unter Hochdruck in den Brennraum eingeblasen. Zur Druckerzeugung diente ein komplizierter und anfälliger Kompressor, die sog. Einblasemaschine. Eines der Probleme war, dass das unter Druck gesetzte Gemisch nicht zu heiß werden durfte, da sonst das Benzin schon im Rohr teilverbrannte – was auch geschah. Es wurde also mehrstufig verdichtet und gekühlt. Dann aber musste die im Brennraum durch Verdichten erhitzte Luft noch in der Lage sein, das eingeblasene (extrem fette) Gemisch zu entzünden.
Durch sein im Verlag von Julius Springer erschienenes Buch Theorie und Konstruktion eines rationellen Wärmemotors zum Ersatz der Dampfmaschinen und der heute bekannten Verbrennungsmotoren (1893) fand er Kontakt zu Heinrich von Buz, dem Generaldirektor der Maschinenfabrik Augsburg, aus der später (1908) die Firma MAN AG hervorging. Unter finanzieller Beteiligung der Firma Friedrich Krupp entwickelte Rudolf Diesel dort ab 1893 den Dieselmotor. Am 10. August 1893 gab es im Motor das erste Mal eine Zündung, am 17. Februar 1894 lief er dann das erste Mal aus eigener Kraft.
1897 war das erste funktionstüchtige Modell dieses Motors fertig. Es lief mit einem Wirkungsgrad von 26,2 Prozent. Ohne die Ingenieure von MAN und die finanzielle Unterstützung hätte Diesel den Motor nicht zur Serienreife gebracht. Aus der geplanten halbjährigen Entwicklungszeit waren vier lange Jahre mit zahlreichen Rückschlägen geworden. Diesels größtes Problem war, dass die bei MAN entwickelte Technik nicht mehr seinem Patent entsprach.

### Beginn der Motorenproduktion
Am 1. Januar 1898 wurde die Dieselmotorenfabrik Augsburg gegründet. Am 17. September 1898 kam es zur Gründung der Allgemeinen Gesellschaft für Dieselmotoren. Im selben Jahr wurden von der Diesel Motor Company of America die ersten Dieselmotoren in den Vereinigten Staaten und der erste Sulzer-Dieselmotor in der Schweiz gebaut. Wegen chronischer Erschöpfung hielt sich Diesel im Herbst 1898 in der Heilanstalt Neuwittelsbach bei München auf.
Im Herbst 1900 wurde in London die Diesel Engine Company gegründet. Auf der Weltausstellung in Paris wurde der Dieselmotor mit dem Grand Prix ausgezeichnet.

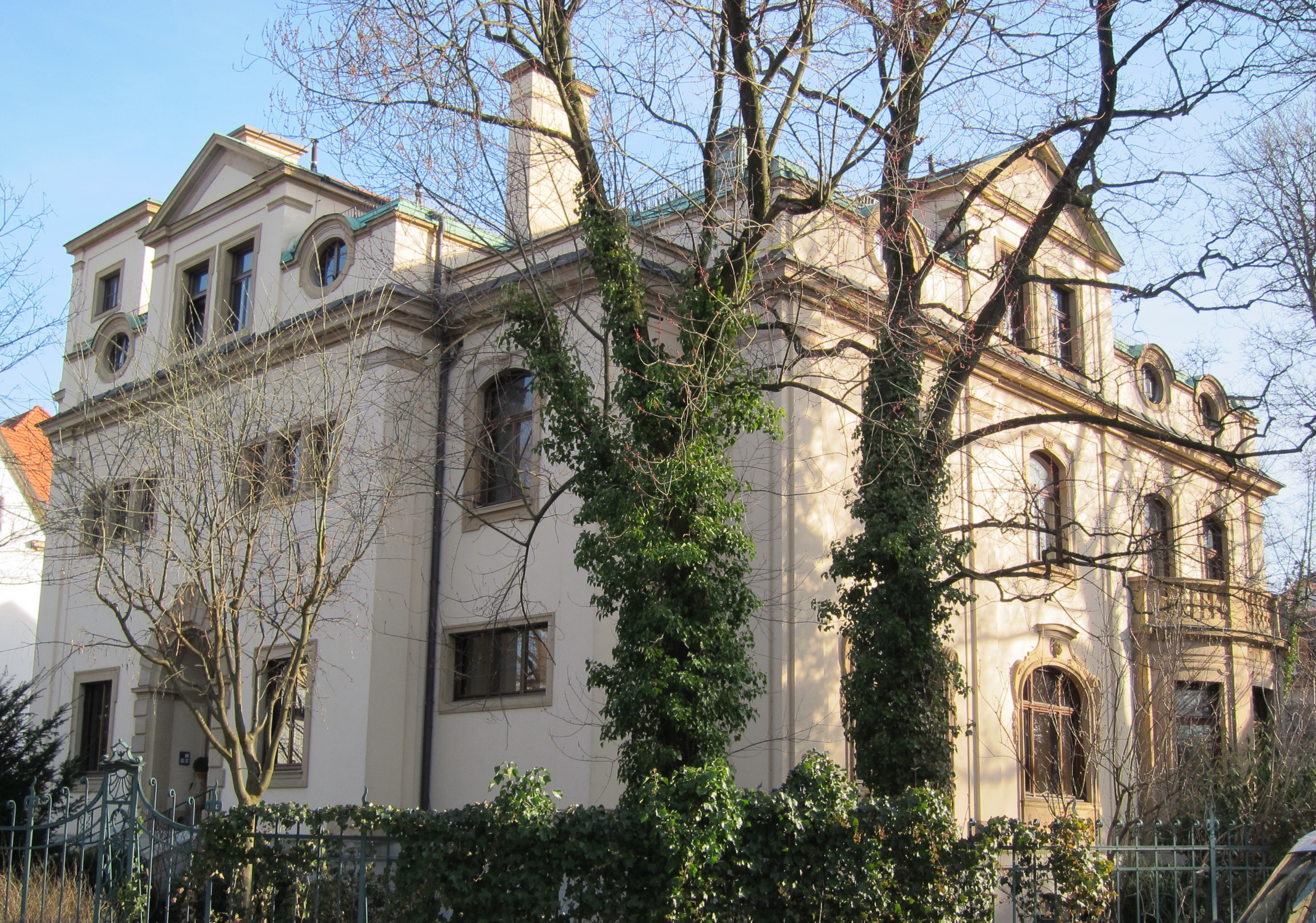
Die Villa von Rudolf Diesel in der Höchlstraße 2 in München 1899 bis 1901 nach Entwurf von Max Littmann errichtet

Im Frühjahr 1901 zog Diesel mit seiner Familie in eine neu erbaute Villa an der Maria-Theresia-Straße 32 in München, nach anderen Quellen auf das Nachbargrundstück in der Höchlstraße 2.
Rudolf Diesel arbeitete 1896/97 vorübergehend auch in der Leobersdorfer Maschinenfabrik, um den Dieselmotor in Österreich-Ungarn einzuführen. Im Februar 1899 erwarb die Grazer Waggonfabrik eine Lizenz von Diesel und begann als erste Fabrik Österreichs Dieselmotoren herzustellen. Ab 1902 wurden auch in Leobersdorf Motoren nach den Patenten von Diesel gebaut, ab 1901 arbeitete Viktor Kaplan dort an einer verbesserten Form des Dieselmotors.
Die ersten Motorschiffe mit Dieselmotor entstanden 1903. Im Jahr 1908 wurde der erste Kleindieselmotor gebaut.
Jahrelange Patentprozesse zerrütteten Diesels Gesundheit. Auch wirtschaftlich ging es bergab – zum Geschäftsmann hatte der geniale Ingenieur kein Talent. Im Jahr 1911 wurde die Dieselmotorenfabrik Augsburg wieder aufgelöst. Im selben Jahr wurde die Diesel Motor Company of America durch ein Joint-Venture zur Busch-Sulzer Bros. Diesel Engine Company.
1910 erhielt das Forschungsschiff Fram als erstes Hochseeschiff einen Dieselmotor. Mit der Selandia lief 1912 in Kopenhagen das erste hochseetüchtige Diesel-Motorfrachtschiff vom Stapel. Im selben Jahr gab es die erste Diesellokomotive.
Bis zuletzt bemühte sich Diesel unermüdlich um neue Anwendungsfelder für seine Erfindung, z. B. bei der Binnenschifffahrt auf den großen Flüssen in den afrikanischen Kolonien. So stellte er in einem 1912 veröffentlichten Artikel im Monatsblatt Technik und Wirtschaft des Vereins Deutscher Ingenieure (VDI) , dessen Vorstandsmitglied er von 1911 bis zu seinem Tod war, und fast wort- und zeitgleich in Prometheus die Vorteile des Dieselmotors gegenüber anderen Antriebsarten heraus: Die gute Verfügbarkeit von Mineralöl auf allen Weltmeeren, also auch in den Häfen an den Flussmündungen in Afrika, im Gegensatz zu Holz und Kohle für Dampfmaschinen, speziell zur Vergasung geeigneter Kohlen für Gasmotoren und Benzin für Explosionsmotoren. Das schlage sich auch im Preis-Leistungs-Verhältnis nieder, ausgedrückt in Francs bzw. Centimes pro PS und Betriebsstunde:
„Der Übersichtlichkeit halber stelle ich hier nochmals die in meinen Ausführungen erwähnten Brennstoffkosten für die PSe-Stunde für die verschiedenen behandelten Motorarten zusammen:
Dampfmaschine mit Kohlenfeuerung . . rd. 60 ctms.,
Gasmaschine mit Kohlenfeuerung . . rd. 40 ctms.,
Dampfmaschine mit Holzfeuerung . . rd. 15 ctms.,
Dieselmotor mit Rohöl . . rd. 1 bis 2 ctms.“
Außerdem ergebe sich für Dieselschiffe eine wesentlich größere Reichweite bei gleichem Gewicht des jeweils eingesetzten Brennstoffes:
„Von diesen Brennstoffen verzehrt der Dieselmotor nur etwa 200g/PSe-st, so das [sic] sich der Brennstoffpreis für diese Leistung auf weniger als 1 Pfg stellt. Der Verbrauch an Brennstoff im Dieselmotor ist so gering, das [sic] die gleiche Maschinenleistung mit dem 15. Teil des Gewichtes wie bei Verfeuerung von Holz in Dampfmaschinen erreicht wird; wenn also ein heutiges Kongo-Dampfschiff mit 15 t Holz 10 Stunden weit fahren kann, so kann es als Dieselschiff mit ebenfalls 15 t Brennstoff 150 Stunden oder 15 mal so weit fahren“.
Schließlich verweist er in dem Artikel auf den in Dieselmotoren prinzipiell möglichen Einsatz von unbehandelten pflanzlichen Ölen, beispielsweise Erdnuss- oder Palmöl aus lokalem Anbau.

### Tod

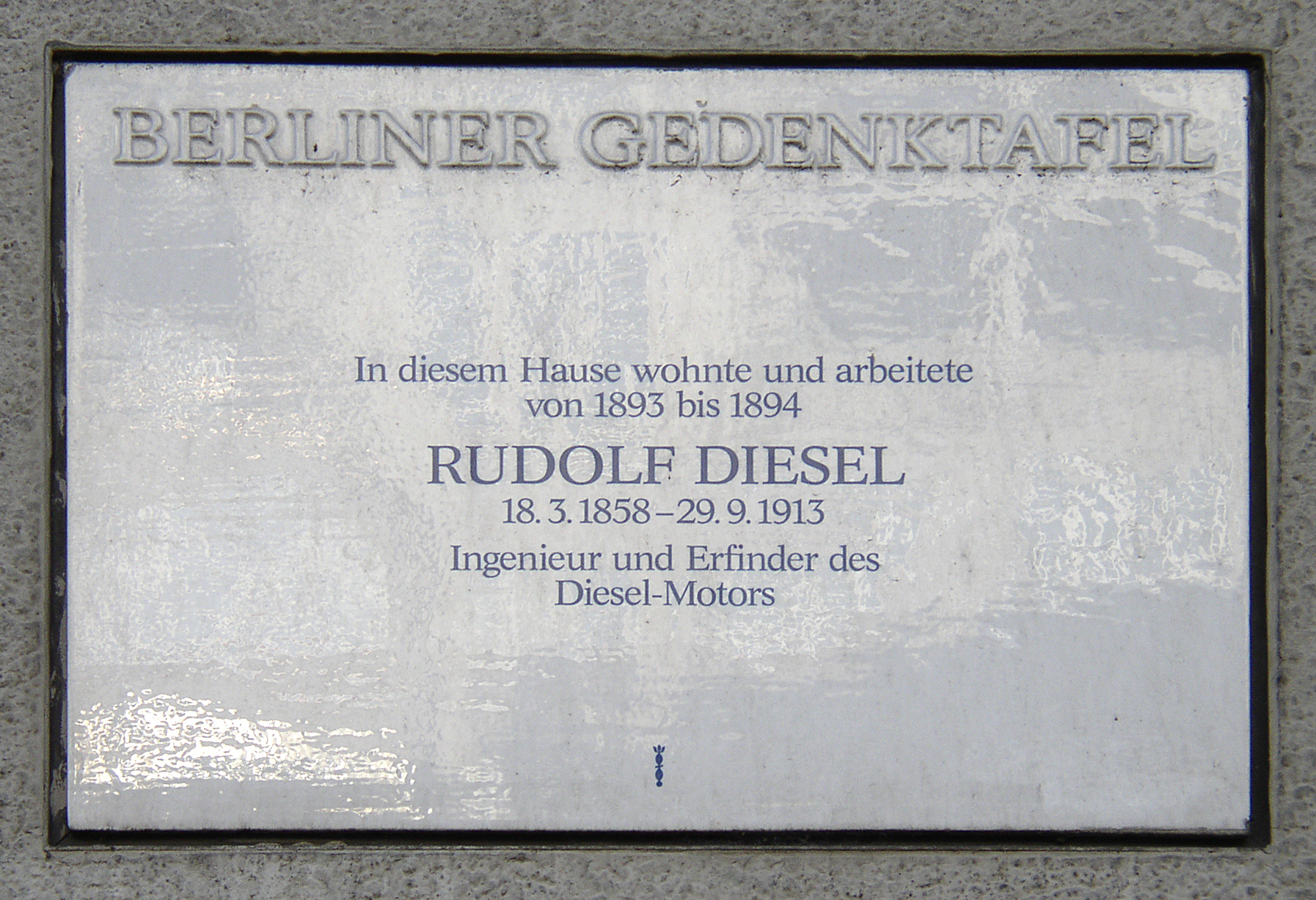
Berliner Gedenktafel in Berlin-Charlottenburg (Kantstraße 153)

Am 29. September 1913 ging Rudolf Diesel in Antwerpen an Bord des britischen Fährschiffs Dresden, um nach Harwich überzusetzen und später in London an einem Treffen der Consolidated Diesel Manufacturing Ltd. teilzunehmen. Er schien guter Laune zu sein, wurde aber, nachdem er abends den Esstisch verlassen hatte, nicht wieder gesehen. Sein Bett in der Kabine war unbenutzt. Am 10. Oktober sah die Besatzung des niederländischen Regierungslotsenbootes Coertsen bei heftigem Seegang die Leiche eines Mannes im Wasser treiben. Diese war stark verwest und wurde deshalb nicht geborgen, aber die Seeleute nahmen aus den Kleidern einige Gegenstände wie eine Pastillendose, ein Portemonnaie, ein Taschenmesser und ein Brillenetui an sich, die vom Sohn Eugen Diesel am 13. Oktober in Vlissingen als seinem Vater gehörend identifiziert wurden.
Die genauen Todesumstände konnten nicht geklärt werden. Diskutiert wurde ein Suizid, doch schienen einige Umstände auf dem Fährschiff dem nicht zu entsprechen. Die Zeitung L’Aéro brachte 1934 einen Artikel über den Tod des Entwicklers, worin berichtet wird, dass Diesel am 25. September 1913 in Gent einen Brief an seine Frau in Frankfurt geschrieben habe, in dem er von einem beklemmenden Gefühl und deprimierter Stimmung spricht, aber keine Gründe dafür angibt. Im englischen Diesel-Unternehmen liefen die Geschäfte damals sehr schlecht. Diesel hätte am 1. Oktober an einer Versammlung mit dem Direktorium in London teilnehmen und sich der Kritik einiger Aktionäre stellen sollen. Daher hätte er auf seiner Reise nach London auch von seinem belgischen Geschäftspartner George Carels und dessen Chefkonstrukteur Alfred Luckmann begleitet werden sollen.

## Die Utopie des Solidarismus

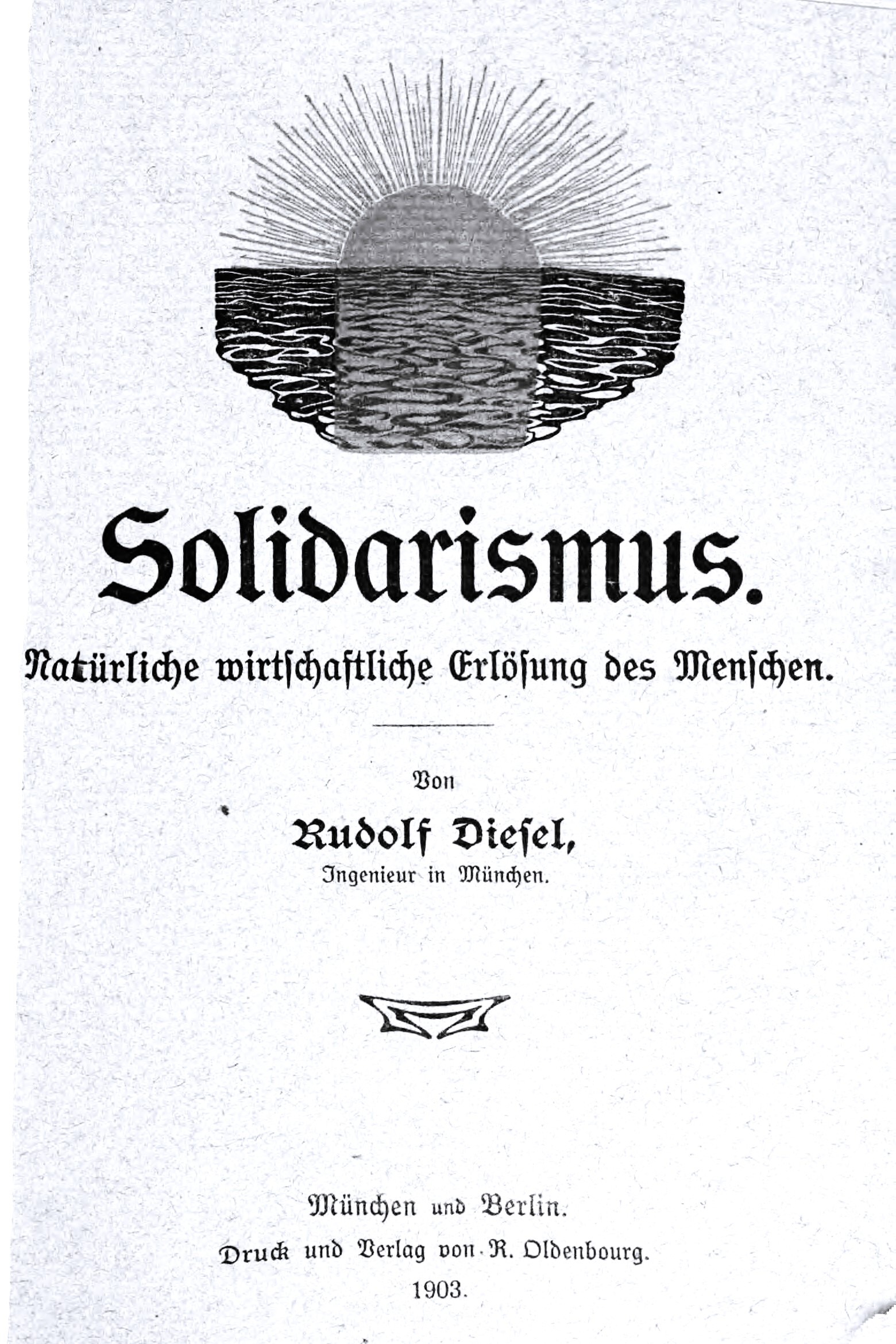
Titelseite der Erstausgabe (1903)

„Dass ich den Dieselmotor erfunden habe, ist schön und gut. Aber meine Hauptleistung ist, dass ich die soziale Frage gelöst habe.“

Diesel beschäftigte sich auch mit sozialen Fragen. 1903 veröffentlichte er mit einer Auflage von 10.000 Exemplaren ein Buch mit dem Titel Solidarismus: Natürliche wirtschaftliche Erlösung des Menschen. Er entwarf darin die Idee einer solidarischen Wirtschaft, bei der genossenschaftlich organisierte Arbeiter die Finanzierung, Produktion und Verteilung von Gütern selbst organisieren. Alle Arbeiter sollten einen geringen Betrag in eine „Volkskasse“ einzahlen, um gemeinsam Geld für Bürgschaften und Kredite an die gemeinschaftliche Betriebe (Genossenschaften) der Kassenmitglieder und Investitionen verwenden zu können.
Diesel verknüpfte das volkswirtschaftliche Konzept untereinander vernetzter Genossenschaften, die sich idealerweise gänzlich vom konkurrenzbasierten Wirtschaften gegenwärtiger Märkte abgrenzen könnten, mit der Metapher des „Bienenstocks“ für den Staat als solchen wie auch einzelne Betriebe, die nach seinem Ideal auch Gemeinschaftsküchen, Wohnungen und öffentliche Infrastruktur wie Krankenhäuser, Bildungs- und Freizeiteinrichtungen vorhalten sollten.
Absicht Diesels war dabei auch, neben Unternehmerschaft der Mitarbeiter die Konsumfähigkeit der Gesamtbevölkerung zu steigern und so ökonomischer wie sozialer Stagnation vorzubeugen.

## Die Weiterentwicklung des Dieselmotors
Im Ersten Weltkrieg waren U-Boote schon mit Schiffsdieselmotoren ausgerüstet. Die Brand- und Explosionsgefahr war im Vergleich zu Benzinmotoren gering. 1923 wurde der erste Diesel-Lastkraftwagen gebaut. Die ersten beiden Serien-Pkw mit Dieselmotor, der Mercedes-Benz 260 D und der Hanomag Rekord, wurden im Februar 1936 in Berlin auf der Internationalen Automobil- und Motorrad-Ausstellung vorgestellt.
Während des Zweiten Weltkrieges stellte sich die Überlegenheit von Diesel- gegenüber Ottomotoren als Antriebsaggregat für Panzer heraus, da die Reichweite höher ist und Dieselkraftstoff bei Beschuss schwerer entflammt als Motorenbenzin. Allein die Sowjetunion setzte in den Kampfpanzern der Roten Armee von Anfang an Dieselmotoren ein. Nach dem Zweiten Weltkrieg haben sich Viertakt-Dieselmotoren bei Panzern weitgehend durchgesetzt.
Dieselmotoren werden heute auch mit Pflanzenölkraftstoff (beispielsweise Rapsöl) und Biodiesel betrieben. Schon Rudolf Diesel hatte erfolgversprechende Versuche mit Pflanzenölen durchgeführt, und sein Dieselmotor auf der Weltausstellung 1900 in Paris wurde mit Erdnussöl betrieben. Allerdings waren damals brauchbare Öle wie Erdnussöl, wie auch heutige nicht fossile Kraftstoffe, verhältnismäßig teuer und deshalb nicht wirtschaftlich.
Siehe auch den Abschnitt Der erste Dieselmotor im Artikel Dieselmotor.

## Ehrungen

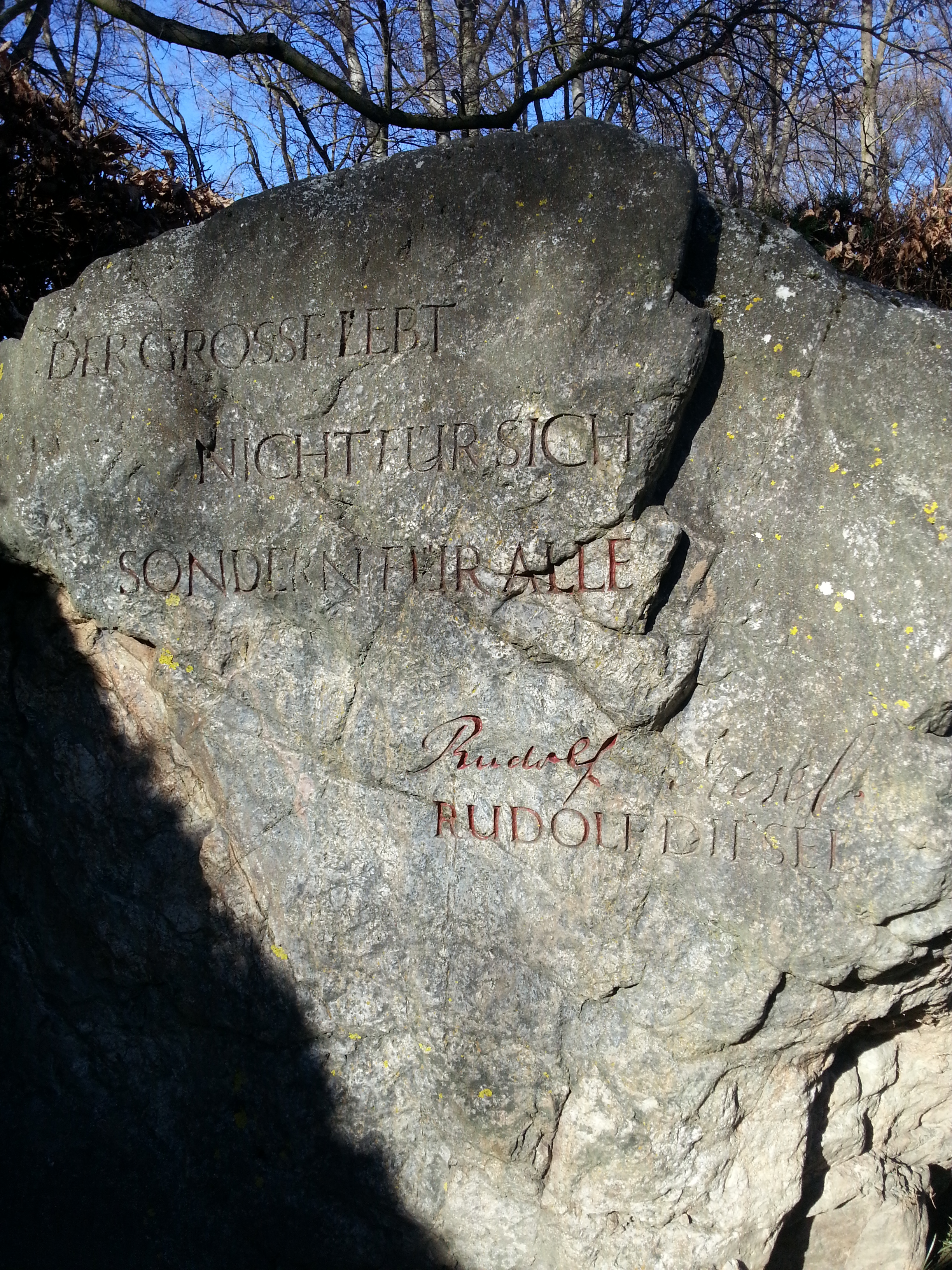
Rudolf-Diesel-Gedächtnishain im Wittelsbacher Park in Augsburg

Seine Büste steht in der Ruhmeshalle in München. Zahlreiche Städte haben eine Dieselstraße oder -gasse. An der Technischen Universität München gibt es für international herausragende Gastwissenschaftler aus der Industrie das „Rudolf Diesel Senior Fellowship“ im TUM Institute for Advanced Study. Im Wittelsbacher Park in Augsburg wurde 1957 der Rudolf-Diesel-Gedächtnishain als erster japanischer Steingarten Deutschlands angelegt. Er ist etwa 1.000 Quadratmeter groß und von Hecken umgeben. Die Grünfläche wurde mit großen, bis zu zwei Meter hohen Felsblöcken gestaltet, die dazu vom japanischen Fluss Inagawa nach Augsburg transportiert wurden. Gestiftet hat den Hain Magokichi Yamaoka, damals Chef der Yanmar-Diesel-Werke, die in den japanischen Städten Amagasaki und Nagahama Dieselmotoren produzierten.
Nach ihm benannt wurden u. a. am 28. Juli 1999 der Asteroid (10093) Diesel, ebenso die 1910 gegründete Nürnberger Rudolf-Diesel-Fachschule.

## Andenken durch Preise

### Dieselring
Der Verband der Motorjournalisten e. V. (VdM) verleiht jährlich seit 1955 an herausragende Persönlichkeiten, die sich um die Verkehrssicherheit verdient gemacht haben, den goldenen Dieselring.

### Rudolf-Diesel-Medaille
Das Deutsche Institut für Erfindungswesen (D.I.E.) verleiht jährlich die Rudolf-Diesel-Medaille.

## Werke
- Theorie und Konstruktion eines rationellen Wärmemotors zum Ersatz der Dampfmaschine und der heute bekannten Verbrennungsmotoren. Springer, Berlin 1893.
- Solidarismus. Natürliche wirtschaftliche Erlösung des Menschen. R. Oldenbourg Verlag, München und Berlin 1903. Maro-Verlag, Augsburg 2007, ISBN 3-87512-416-2.
- Genossenschaftliche Eigenproduktion. Wie kann der organisierte Konsum den Übergang zur Eigenproduktion beschleunigen? Nach einem Vortrag, gehalten auf dem 1. ordentlichen Genossenschaftstag des Zentralverbandes deutscher Konsumvereine am 14. Juni 1904 in Hamburg. Reinhardt-Verlag, München 1904, DNB 572860544.
- The present status of the Diesel engine in Europe, and a few reminiscences of the pioneer work in America. Publiziert von Busch-Sulzer Bros.-Diesel Engine Co. St. Louis, Missouri 1912, Beleg.
- Die Entstehung des Dieselmotors. Springer, Berlin 1913. Faksimile mit einer technik-historischen Einführung und einem Lebensbild von Rudolf Diesel von Hans-Joachim Braun. Steiger, Moers 1984, ISBN 3-921564-70-0.

## Filme
- Diesel, Biografischer Film aus dem Jahre 1942 von Gerhard Lamprecht, mit Willy Birgel als Rudolf Diesel, erzählt Diesels Leben von 1870 bis 1898.
- Rudolf Diesel – Das vergessene Genie. Dokumentarfilm, Deutschland, 2000, 42:40 Min., Buch und Regie: Birgit Eckelt, Produktion: Bayerischer Rundfunk, Inhaltsangabe von 3sat.

- Das Diesel-Rätsel. Dokumentarfilm, Doku-Drama, Deutschland, Großbritannien, Frankreich, 2010, 51:40 Min. (arte), 42 Min. (ZDF), Buch und Regie: Christian Heynen, Produktion: Engstfeld Film, ZDF, arte, Reihe: Terra X, Erstsendung: 21. August 2010 bei arte, 16. Februar 2011 im ZDF, Inhaltsangabe mit online-Video vom ZDF.

- Die Selandia und der Tod von Rudolf Diesel. Dokumentarfilm, Dänemark, 2012, 58 Min., Buch: Grant Eustace, Regie: Michael Schmidt-Olsen, Produktion: Chroma Film, deutsche Erstsendung: 26. Oktober 2013 bei arte, Inhaltsangabe von ARD.

- Rudolf Diesel und der Dieselmotor, Meilensteine der Naturwissenschaft und Technik Nr. 95, 2006, 14:32 Minuten